# Prémio John Dos Passos
O Prémio John Dos Passos é atribuído anualmente ao melhor, ainda pouco reconhecido, escritor norte-americano a meio da sua carreira.
O Prémio foi fundado pela Universidade Longwood, em 1980, e destina-se a homenagear John Dos Passos, reconhecendo outros escritores em seu nome. O prémio é administrado por uma comissão do Departamento de Inglês e Línguas Modernas. O presidente da comissão é, também, o presidente do júri do prémio. Outros membros da comissão são: os vencedores anteriores imediatos e um erudito, editor ou crítico notável.
Os vencedores do prémio recebem US$ 2.000 e uma medalha de bronze com o seu nome gravado.

## Vencedores
| Ano  | Autor                   | Notas                                                             |
| ---- | ----------------------- | ----------------------------------------------------------------- |
| 1980 | Graham Greene           | Premiado antes da restrição do prémio a autores norte-americanos. |
| 1981 | Gilbert Sorrentino      |                                                                   |
| 1982 | Robert Stone            |                                                                   |
| 1983 | Doris Betts             |                                                                   |
| 1984 | Tom Wolfe               |                                                                   |
| 1985 | Russell Banks           |                                                                   |
| 1986 | John Edgar Wideman      |                                                                   |
| 1987 | Lee Smith               |                                                                   |
| 1988 | Shelby Foote            |                                                                   |
| 1989 | Paule Marshall          |                                                                   |
| 1990 | Larry Woiwode           |                                                                   |
| 1991 | Elizabeth Spencer       | [2]                                                               |
| 1992 | William Hoffman         |                                                                   |
| 1993 | Ernest J. Gaines        |                                                                   |
| 1994 | James Welch             |                                                                   |
| 1995 | Helena Maria Viramontes |                                                                   |
| 1997 | E. Annie Proulx         |                                                                   |
| 1998 | Maxine Hong Kingston    |                                                                   |
| 1999 | Eric Kraft              |                                                                   |
| 2000 | Jill McCorkle           |                                                                   |
| 2001 | Madison Smartt Bell     |                                                                   |
| 2002 | Randall Kenan           | [3]                                                               |
| 2003 | Richard Powers          |                                                                   |
| 2004 | Maureen Howard          |                                                                   |
| 2005 | Tim Gautreaux           |                                                                   |
| 2006 | Kent Haruf              |                                                                   |
| 2008 | Allen Wier              |                                                                   |
| 2009 | Robert Bausch           |                                                                   |
| 2010 | Percival Everett        |                                                                   |
| 2011 | Mat Johnson             |                                                                   |
| 2012 | Colson Whitehead        |                                                                   |
| 2013 | Sherman Alexie          |                                                                   |
| 2014 | Ruth Ozeki              |                                                                   |
| 2015 | Paul Beatty             |                                                                   |
| 2016 | Danzy Senna             |                                                                   |
| 2017 | Chang-rae Lee           |                                                                   |
| 2018 | Karen Tei Yamashita     |                                                                   |
| 2019 | Rabih Alameddine        |                                                                   |
| 2020 | Aleksandar Hemon        |                                                                   |